# Zvjezdarnica Zvjezdanog sela Mosor
Zvjezdarnica Zvjezdanog sela Mosor smještena je na koti 701,2 m na brdu Makirina na Mosoru, 1,5 km jugoistočno od naselja Gornje Sitno i 22 km (15 km zračnom linijom) od Splita. Vlasnik objekta je Udruga. Objekt je građen dugi niz godina, a postavljanje velike kupole 2004. godine smatra se krajem radova. Koordinate su 43°30′3″N 16°37′1″E / 43.50083°N 16.61694°E.
Dvokatna zgrada zvjezdarnice s krovom obuhvaća prostor od 640 m². U zgradi se nalaze višenamjenske dvorane za sudionike u programima, sobe za smještaj posjetitelja, kuhinja i druge prostorije koje omogućavaju višednevni boravak u zvjezdarnici.
Na krovu zgrade nalazi se promatračka terasa, na čija su dva kraja dvije kupole s astronomskim instrumentima:
- Na zapadnoj strani terase je trometarska kupola u kojoj se nalazi pet manjih teleskopa koji se iznose na terasu pri dnevnom i noćnom promatranju.
- U šestmetarskoj kupoli na istočnoj strani zgrade je snažniji teleskop Meade 16" 200LX GPS (otvor objektiva 406,4 mm) za kvalitetniji rad i znanstvena istraživanja. Potpuno je uništena naletom bure u veljači 2020., a oštećen je i veliki teleskop koji je bio smješten pod njom.[1][2][3] Izvršena je brza sanacija krovišta zvjezdarnice, umjesto kupole je ugrađena nosiva konstrukcija od željeznih cijevi zbog zaštite od kiše.[4][5]

Pri zvjezdarnici se nalazi i meteorološka postaja te meteorska kamera kao dio Hrvatske meteorske mreže.